# Japan Football League
Die Japan Football League (jap. 日本フットボールリーグ, Nihon Futtobōru Līgu) ist eine japanische Fußballliga. Nach den drei Profiligen der J. League ist sie auf der vierten Stufe der japanischen Ligenpyramide eingeordnet und fungiert offiziell als oberste Amateurliga. Trotz des Namens sind ihre Strukturen insbesondere aufgrund ihres Charakters als Übergangsspielklasse für Vereine, die mittelfristig am Profifußball interessiert sind, als semi-professionell anzusehen.

## Geschichte
Bereits seit 1992 gab es in Japan eine Liga namens Japan Football League, die nach der zeitgleich erfolgten Gründung der J. League als zweite Stufe der japanischen Ligenpyramide fungierte. Mit der erneuten Strukturreform im Jahr 1999 stiegen neun Mannschaften der alten Liga in die neu gegründete J. League Division 2 auf, während die übrigen sieben einer neuen Spielklasse auf der dritten Leistungsstufe beitraten.
Ursprünglich sollte die neu gegründete Liga insgesamt acht Mannschaften umfassen, da zu den sieben Alt-JFL-Teilnehmern noch der Meister der nationalen Regionalligen-Finalrunde, Yokogawa Denki FC, aufgenommen wurde. Bedingt durch den Zusammenschluss der beiden J.-League-Vereine Yokohama Marinos und Yokohama Flügels wurde jedoch der daraufhin neu gegründete Yokohama FC nachträglich ebenfalls zur JFL zugelassen. Die folgenden neun Mannschaften gelten somit als Gründungsmitglieder:
- Denso SC
- Honda FC
- Jatco FC
- Kokushikan University SC
- Mito HollyHock
- Ōtsuka Pharmaceutical SC
- Sony Sendai FC
- Yokogawa Denki FC
- Yokohama FC

In den folgenden zwei Saisons wurde das Teilnehmerfeld der Liga kontinuierlich auf zunächst zwölf und dann auf die ursprünglich geplanten sechzehn Vereine erweitert. Schon 2002 jedoch musste die Spielklasse für eine Saison auf achtzehn Vereine erweitert werden, da die Aufstiegsplätze allesamt durch Firmenmannschaften eingenommen wurden und somit kein Aufstieg am Ende der Saison 2001 stattfand. Erst am Ende der Saison 2004 verließen nach insgesamt drei Jahren Pause mit Ōtsuka Pharmaceuticals und Thespa Kusatsu erstmals wieder zwei Teams die Liga in Richtung J. League.
Zur Saison 2006 erfolgte eine erneute Aufstockung der Teilnehmerzahl auf achtzehn Mannschaften, welche bis 2013 weitestgehend beibehalten wurde. Lediglich die Saison 2012 wurde einmalig nur von siebzehn Mannschaften bestritten, da Arte Takasaki aufgrund finanzieller Schwierigkeiten kurzfristig die Liga verlassen musste.
Vor der Saison 2014 wurden aufgrund einer abermaligen Umstrukturierung des Profibereichs größere Änderungen durchgeführt. Zehn der bisherigen Teilnehmer wurden neue Mitglieder der J. League; der Zweitplatzierte der Saison 2013, Kamatamare Sanuki stieg hierbei in die J2 auf, während die übrigen neun Teams in die neu gebildete J3 League aufgenommen wurden. Diese neue Profiliga übernahm die dritte Stelle in der Ligahierarchie von der JFL, welche somit auf die vierte Stufe zurückfiel. Die verbleibenden acht Vereine wurden um sechs Aufsteiger aus den Regionalligen ergänzt, die Saison 2014 wurde somit mit vierzehn Vereinen ausgetragen. Zusätzlich wurde der Spielmodus auf ein System ähnlich dem der Apertura und Clausura im lateinamerikanischen Fußball umgestellt. Hin- und Rückrunde werden hier getrennt gewertet, die Sieger der beiden Halbserien spielen im Anschluss an die zweite Saisonhälfte in Hin- und Rückspiel um den Meistertitel. Sollte eine Mannschaft beide Hälften gewinnen, entfallen diese Spiele.
Für 2015 wurde die Zahl der Mannschaften wieder auf sechzehn erhöht.
Generell können zur JFL sowohl Werksmannschaften als auch autonome Vereine und deren Reservemannschaften zugelassen werden, allerdings sind lediglich erste Mannschaften von autonomen Vereinen bei entsprechender sportlicher und wirtschaftlicher Qualifikation zum Aufstieg in die J3 League berechtigt. Bis 2010 konnten auch Universitätsmannschaften von der Japan University Football Association für einen Beitritt vorgeschlagen werden, welche sich dann über Play-off-Spiele gegen tiefer platzierte JFL-Vereine qualifizieren mussten.

## Teilnehmer Saison (2024)
| Mannschaft              | Stadt                | Stadion                                   | Kapazität | Bemerkungen                                |
| ----------------------- | -------------------- | ----------------------------------------- | --------- | ------------------------------------------ |
| Briobecca Urayasu       | Urayasu              | Kochi Haruno Athletic Stadium             | 25.000    |                                            |
| Criacao Shinjuku        | Shinjuku             | Ajinomoto Field Nishigaoka                | 7.258     | J.League-Hundertjahrplan-Verein            |
| Honda FC                | Hamamatsu            | Honda Miyakoda Soccer Stadium             | 2.506     |                                            |
| Kōchi United SC         | Kōchi                | Kochi Haruno Athletic Stadium             | 25.000    | J3-League-Lizenz                           |
| FC Maruyasu Okazaki     | Okazaki              | Maruyasu Okazaki Ryuhoku Stadium          | 5.000     |                                            |
| MinebeaMitsumi FC       | Miyazaki             | Hinata Athletic Stadiumm                  | 20.000    |                                            |
| Okinawa SV              | Tomigusuku und Uruma | Tapic Kenso Hiyagon Stadium               | 10.189    | J.League-Hundertjahrplan-Verein            |
| Reilac Shiga            | Kusatsu              | Higashiomi Nunobiki Green Stadium         | 5.060     | J.League-Hundertjahrplan-Verein (Bewerber) |
| ReinMeer Aomori FC      | Aomori               | New Aomori Prefecture General Sports Park | 20.809    | J3-League-Lizenz                           |
| Sony Sendai FC          | Sendai               | Miyagi Seikyo Megumino Soccer Stadium     | 10.000    |                                            |
| Atletico Suzuka Club 1  | Suzuka               | AGF Suzuka Athletic Stadium               | 1.450     | J3-League-Lizenz                           |
| FC Tiamo Hirakata       | Hirakata             | Tamayura Athletic Stadium                 | 2.500     |                                            |
| Yokogawa Musashino FC 2 | Musashino            | Musashino Municipal Athletic Stadium      | 5.000     |                                            |
| Veertien Mie            | Kuwana               | La Pita Toin Stadium                      | 5.077     | J3-League-Lizenz                           |
| Verspah Ōita            | Yufu                 | Resonac Soccer/Rugby Field                | 4.700     | J3-League-Lizenz                           |
| Tochigi City FC (N)     | Tochigi              | City Football Station                     | 5.500     | J.League-Hundertjahrplan-Verein            |

- 1 Suzuka Point Getters wurde in Atletico Suzuka Club umbenannt.[1]
- 2 Tōkyō Musashino United FC wurde in Yokogawa Musashino FC umbenannt.[2]

## Aufstieg in die J. League
Um in die Profiligen aufzusteigen, müssen Vereine die folgenden Kriterien erfüllen:
- Inhaber des sogenannten 100 Year Plan status, der auf Antrag vergeben wird, sobald bestimmte Grundgegebenheiten bezüglich Infrastruktur, Organisation und Spielklasse des Vereins erfüllt sind
- Stadion mit einer Kapazität von mindestens 5.000 Zuschauern, welches den J3 Anforderungen entspricht und von der Liga genehmigt wurde
- Erfüllung der sonstigen Lizenzkriterien für die J3 League
- Erreichen von Platz 1–4 am Ende der Saison, wobei die in Frage kommende Mannschaft zusätzlich einer der beiden Bestplatzierten der 100 Year Plan status-Inhaber sein muss
- Zuschauerschnitt von mindestens 2.000 bei Heimspielen, mit Nachweis von signifikanten Bestrebungen, einen Schnitt von mindestens 3.000 erreichen zu wollen
- Jahresumsatz von mindestens 150 Millionen Yen und keine übermäßigen Schulden

Diese Bedingungen bestehen im Kern seit der Saison 2012 und wurden lediglich im Punkt der notwendigen sportlichen Qualifikation mit Einführung der J3 League im Jahr 2014 angepasst. War vorher eine Endplatzierung als Erster oder Zweiter nötig, wobei nur der Meister direkt aufstieg und der Zweitplatzierte Relegationsspiele mit einem Mitglied der J. League Division 2 musste, reicht nun eine Platzierung unter den ersten vier.
Zusammenfassung
| Saison | Sieger | 2. Platz                        | 3. Platz                 | 4. Platz                 |
| ------ | --- | ------------------------------- | ------------------------ | ------------------------ |
| 1999   | Yokohama FC | Honda FC                        | Mito HollyHock           | DENSO FC                 |
| 2000   | Yokohama FC | Honda FC                        | FC Kariya                | Ōtsuka Pharmaceutical FC |
| 2001   | Honda FC | Ōtsuka Pharmaceutical FC        | Jatco FC                 | Sagawa Express Tōkyō SC  |
| 2002   | Honda FC | Sagawa Express Tōkyō SC         | Ōtsuka Pharmaceutical FC | Sony Sendai FC           |
| 2003   | Ōtsuka Pharmaceutical FC | Honda FC                        | Ehime FC                 | Sagawa Express Ōsaka SC  |
| 2004   | Ōtsuka Pharmaceutical FC | Honda FC                        | Thespa Kusatsu           | YKK AP SC                |
| 2005   | Ehime FC | YKK AP SC                       | ALO's Hokuriku           | Tochigi SC               |
| 2006   | Honda FC | Sagawa Express Tōkyō SC         | Sagawa Express Ōsaka SC  | YKK AP SC                |
| 2007   | Sagawa Shiga FC | Rosso Kumamoto                  | FC Gifu                  | ALO's Hokuriku           |
| 2008   | Honda FC | Sagawa Shiga FC                 | Tochigi SC               | Fagiano Okayama          |
| 2009   | Sagawa Shiga FC | Yokogawa Musashino FC           | Sony Sendai FC           | Giravanz Kitakyūshū      |
| 2010   | Gainare Tottori | Sagawa Shiga FC                 | FC Machida Zelvia        | Honda FC                 |
| 2011   | Sagawa Shiga FC | AC Nagano Parceiro              | FC Machida Zelvia        | Matsumoto Yamaga FC      |
| 2012   | V-Varen Nagasaki | AC Nagano Parceiro              | Sagawa Shiga FC          | Kamatamare Sanuki        |
| 2013   | AC Nagano Parceiro | Kamatamare Sanuki               | SC Sagamihara            | FC Machida Zelvia        |
| 2013   | Zusätzliche Aufsteiger in die J3 League: Blaublitz Akita, Zweigen Kanazawa, Yokohama SCC, FC Ryūkyū, Fukushima United FC, Fujieda MYFC |                                 |                          |                          |
| 2014   | Honda FC | SP Kyōto FC                     | Kagoshima United FC      | Renofa Yamaguchi FC      |
| 2015   | Sony Sendai FC | Vanraure Hachinohe              | Honda FC                 | Kagoshima United FC      |
| 2016   | Honda FC | Ryūtsū Keizai Dragons Ryūgasaki | azul claro Numazu        | Honda Lock SC            |
| 2017   | Honda FC | ReinMeer Aomori FC              | Sony Sendai FC           | FC Osaka                 |
| 2018   | Honda FC | FC Osaka                        | Vanraure Hachinohe       | Sony Sendai FC           |
| 2019   | Honda FC | Sony Sendai FC                  | FC Imabari               | Tokyo Musashino City FC  |
| 2020   | Verspah Ōita | Tegevajaro Miyazaki             | Sony Sendai FC           | Honda FC                 |
| 2021   | Iwaki FC | Honda FC                        | Verspah Ōita             | Suzuka Point Getters     |
| 2022   | Nara Club | FC Osaka                        | Honda FC                 | ReinMeer Aomori FC       |
| 2023   | Honda FC | Briobecca Urayasu               | Reilac Shiga             | Sony Sendai FC           |
| 2024   | |                                 |                          |                          |

## Abstieg aus der JFL
Die beiden Tabellenletzten der Gesamttabelle einer Spielzeit steigen automatisch in die Regionalligen ab und werden mit den beiden bestplatzierten Mannschaften der nationalen Regionalligen-Finalrunde ersetzt. Für den Fall, dass Vereine die JFL in die J3 League verlassen, wird der Abstieg entsprechend vermindert.
Zusammenfassung
| Saison | Aufstieg in die JFL                                                                                                   | Abstieg aus der JFL                                                          |
| ------ | --- | ---------------------------------------------------------------------------- |
| 1999   | Tochigi SC Shizuoka Sangyo University SC ALO's Hokuriku FC Kyoken                                                     |                                                                              |
| 2000   | Sagawa Express Tōkyō SC YKK FC NTT West Kumamoto SC Tottori Ehime FC                                                  |                                                                              |
| 2001   | Sagawa Express Ōsaka SC Profesor Miyazaki                                                                             |                                                                              |
| 2002   | Sagawa Printing SC | Shizuoka Sangyo University SC Alouette Kumamoto Profesor Miyazaki            |
| 2003   | Thespa Kusatsu Gunma FC Horikoshi                                                                                     | Jatco (Austritt) FC Kyoto 1993                                               |
| 2004   | Ryutsu Keizai University FC Mitsubishi Mizishima FC Honda Lock                                                        | Kokushikan University SC (Austritt)                                          |
| 2005   | FC Ryūkyū Rosso Kumamoto JEF United Ichihara Reserves                                                                 |                                                                              |
| 2006   | TDK FC Gifu Sagawa Express SC (Fusion)                                                                                | Sagawa Express Tōkyō SC (Fusion) Sagawa Express Ōsaka SC (Fusion) Honda Lock |
| 2007   | Fagiano Okayama New Wave Kitakyūshū Mio Biwako Kusatsu Kataller Toyama (Fusion)                                       | ALO's Hokuriku (Fusion) YKK AP (Fusion)                                      |
| 2008   | Machida Zelvia V-Varen Nagasaki Honda Lock                                                                            |                                                                              |
| 2009   | Matsumoto Yamaga FC Tochigi Uva FC Zweigen Kanazawa                                                                   | Mitsubishi Mizushima FC (Austritt) FC Kariya                                 |
| 2010   | Kamatamare Sanuki AC Nagano Parceiro                                                                                  | Ryutsu Keizai University FC                                                  |
| 2011   | YSCC Yokohama Fujieda MYFC HOYO AC ELAN Ōita                                                                          | JEF Reserves (Austritt) Arte Takasaki (Austritt)                             |
| 2012   | SC Sagamihara Fukushima United FC                                                                                     | Sagawa Shiga FC (Austritt)                                                   |
| 2013   | azul claro Numazu Fagiano Okayama Next Kagoshima United FC FC Maruyasu Okazaki Renofa Yamaguchi FC Vanraure Hachinohe |                                                                              |
| 2014   | Nara Club FC Osaka Ryūtsū Keizai Dragons Ryūgasaki                                                                    |                                                                              |
| 2015   | Briobecca Urayasu ReinMeer Aomori FC                                                                                  | SP Kyōto FC (Austritt)                                                       |
| 2016   | FC Imabari Veertien Mie                                                                                               | Fagiano Okayama Next (Austritt)                                              |
| 2017   | Cobaltore Onagawa Tegevajaro Miyazaki                                                                                 | Briobecca Urayasu Tochigi Uva FC                                             |
| 2018   | Matsue City FC Suzuka Unlimited FC                                                                                    | Cobaltore Onagawa                                                            |
| 2019   | Iwaki FC Kōchi United SC                                                                                              | Ryūtsū Keizai Dragons Ryūgasaki                                              |
| 2020   | FC Tiamo Hirakata FC Kariya                                                                                           |                                                                              |

## Beste Torschützen seit 2014
| Saison | Torschützenkönig              | Verein                          | Tore |
| ------ | ----------------------------- | ------------------------------- | ---- |
| 2014   | Kazuhito Kishida              | Renofa Yamaguchi FC             | 17   |
| 2015   | Kiichi Iga                    | Honda FC                        | 17   |
| 2016   | Makoto Kawanishi              | FC Osaka                        | 21   |
| 2017   | Shūsuke Sakamoto              | Nara Club                       | 18   |
| 2018   | Shōgo Ōmachi                  | Honda FC                        | 18   |
| 2019   | Efrain Rintaro                | Suzuka Unlimited                | 18   |
| 2020   | Tatsuma Sakai Kazuki Sakamoto | Matsue City FC MIO Biwako Shiga | 9    |
| 2021   | Yuki Okazaki                  | Honda FC                        | 16   |
| 2022   | Hayato Asakawa                | Nara Club                       | 16   |
| 2023   | Tomoki Hino                   | MinebeaMitsumi FC               | 19   |
| 2024   |                               |                                 |      |

## Teilnahme amKaiserpokal
Bis 2008 konnte sich nur der Gewinner der Hinrunde für die dritte Runde des Kaiserpokals qualifizieren. Aufgrund der Erweiterung der J2 wurden die Qualifikationsplätze bis 2010 auf drei erweitert. Die beiden anderen Vereine mussten sich über ein Turnier in ihren Heimatpräfekturen für die erste Runde qualifizieren. Nach einem Übergangsjahr (2014) ohne direkten Qualifikanten für die Hauptrunde ist seit 2015 wieder der Sieger der Hinrunde für die erste Runde des Kaiserpokals startberechtigt.